# Campodorus modestus
Campodorus modestus là một loài tò vò trong họ Ichneumonidae.